# Neoserica incompta
Neoserica incompta är en skalbaggsart som beskrevs av Ahrens och Fabrizi 2009. Neoserica incompta ingår i släktet Neoserica och familjen Melolonthidae. Inga underarter finns listade i Catalogue of Life.